# 産業勲章
産業勲章（さんぎょうくんしょう、産業勳章、朝: 산업훈장）は、大韓民国の勲章。1962年9月29日に産業勲章令（閣令第986号）により創設され、1963年12月14日以降は賞勲法により規定されている。

## 授与対象
産業勲章は賞勲法第17条1項により、「国家産業発展に寄与した功績が明確な者」へ授与されることが規定されている。外国人も受章することがあり、日本人では全国旅行業協会会長を務める衆議院議員の二階俊博が2013年1月30日に金塔産業勲章を受章した例がある。

## 等級
産業勲章は、1962年の制定当初は金塔・銀塔・銅塔の3等級であったが、1967年1月16日の賞勲法改正で5等級に改められた。各等級の名称は賞勲法施行令第11条により定められている。
産業勲章の下位には賞勲法第26条で規定される産業褒章（さんぎょうほうしょう、産業褒章、산업포장）が存在する。
| 等級 | 勲章名                       | 略綬 |
| ---- | ---------------------------- | ---- |
| 1等  | 金塔産業勲章 (금탑 산업훈장) |      |
| 2等  | 銀塔産業勲章 (은탑 산업훈장) |      |
| 3等  | 銅塔産業勲章 (동탑 산업훈장) |      |
| 4等  | 鉄塔産業勲章 (철탑 산업훈장) |      |
| 5等  | 錫塔産業勲章 (석탑 산업훈장) |      |

## 意匠
産業勲章の各等級の意匠は賞勲法施行令第13条により定められている。章と綬からなる正章、襟章と略綬のセットが基本で、さらに上位2等級の金塔章と銀塔章には副章が添う。
章飾の意匠は、表面中央の青玉円板にあしらわれた農・工・商・漁の各産業の象徴が歯車で囲まれ、そこから紅白色を交えた六稜の光線が伸びた形状で、正章の章には月桂冠の鈕が付く。綬は青地の両端に黄線が入り、錫塔章から銀塔章までは細線が1本ずつ増えるが、金塔章の大綬は無地（略綬は太線1本）となり、その本数（と太さ）で等級が区別される。
正章はそれぞれ、金塔章は右肩から下げて佩用する大綬章、銀塔・銅塔各章は喉元に帯びて佩用する中綬章、鉄塔・錫塔各章は左胸に佩用するロゼット付き小綬章である。上位2等級の副章はいずれも左胸に佩用する星章である。また、産業褒章は鉄塔・錫塔各章と同じロゼット付き小綬章だが、金属部品は銀色となり、綬は青地の中央に黄線1本が入る。
なお、従来の金塔章の女性用章飾は男性用より小さい寸法が規定されていたが、2015年12月31日の賞勲法施行令改正により男性用の寸法に統合された。